# Odontopera alienata
Odontopera alienata är en fjärilsart som beskrevs av Otto Staudinger 1892. Odontopera alienata ingår i släktet Odontopera och familjen mätare. Inga underarter finns listade i Catalogue of Life.